# 前618年
| 千纪： | 前1千纪 |
| 世纪： | 前8世纪 \| 前7世纪 \| 前6世纪 |
| 年代： | 前640年代 \| 前630年代 \| 前620年代 \| 前610年代 \| 前600年代 \| 前590年代 \| 前580年代                                                                                     |
| 年份： | 前623年 \| 前622年 \| 前621年 \| 前620年 \| 前619年 \| 前618年 \| 前617年 \| 前616年 \| 前615年 \| 前614年 \| 前613年                                                       |
| 纪年： | 周顷王元年 魯文公九年 齊昭公十五年 晉靈公三年 秦康公三年 宋昭公二年 楚穆王八年 衛成公十七年 陳共公十四年 蔡庄侯二十八年 曹共公三十五年 郑穆公十年 燕襄公四十年 杞桓公十九年 |

## 大事記

### 中国
- 周顷王即位
- 楚攻郑，俘郑三大夫。
- 楚攻陈，占壶丘。
- 曹共公襄薨，传位于子曹文公寿。
- 燕襄公襄薨，传位于燕前桓公。

## 逝世
- 曹共公
- 燕襄公